# Petit Raffray
Pour les articles homonymes, voir Raffray.
Petit Raffray est une petite ville du nord de l'île Maurice dépendant du district de Rivière du Rempart. Au recensement de 2011, Petit Raffray comptait 9 254 habitants.
Le lieu doit son nom au domaine fondé par Guillaume-Olivier Raffray (1757–1837). En 1844, Jean-Rose Daruty de Grandpré y construit une fabrique sucrière qui ferme en 1865. Le domaine est parcellisé en 1870 et de petites fermes et constructions sont bâties. En 1989, Cap Malheureux sort de la municipalité pour former un Village Council Area indépendant.